# LIME1
LIME1‏ (Lck interacting transmembrane adaptor 1) هوَ بروتين يُشَفر بواسطة جين LIME1 في الإنسان.